# 2048
|  | Denne artikel beskriver en fremtidig begivenhed Denne artikel eller sektion handler om planlagt eller forventet fremtidig begivenhed. Der kan forekomme spekulativ information, og indholdet kan ændres dramatisk når begivenheden nærmer sig og mere information bliver tilgængelig. |

| 2048               |
| ------------------ |
| Dødsfald - Fødsler |
|                    |

| Gregoriansk kalender | 2048 MMXLVIII           |
| Ab urbe condita      | 2801                    |
| Armensk kalender     | 1497 ԹՎ ՌՆՂԷ            |
| Kinesiske kalender   | 4744 – 4745 丁卯 – 戊辰 |
| Etiopisk kalender    | 2040 – 2041             |
| Jødisk kalender      | 5808 – 5809             |
| Hindukalendere       |                         |
| - Vikram Samvat      | 2103 – 2104             |
| - Shaka Samvat       | 1970 – 1971             |
| - Kali Yuga          | 5149 – 5150             |
| Iransk kalender      | 1426 – 1427             |
| Islamisk kalender    | 1471 – 1472             |

2048 (MMXLVIII) er det 512. skudår siden Kristi Fødsel, og begynder året på en onsdag. Påsken falder dette år den 5. april.
Se også 2048 (tal)

## Forudsigelser og planlagte hændelser
- Ifølge en prognose gengivet i National Geographic kan verden være løbet tør for spiselige havressourcer inden år 2048[1]
- En tidskapsel i Tulsa, Oklahoma, USA indeholdende en Plymouth Prowler vil blive åbnet. Den blev forseglet i 1998.
- Der er 0,032% risiko for at asteroiden 2007 VK184 vil ramme jorden[2]

## Billeder
- Plymouth Prowler